# Liste des cantons du Loiret (1806-1973)

Localisation du département français du Loiret sur une carte de France.

La liste des cantons du Loiret (1806-1973) présente l'ensemble des cantons du département français du Loiret, leur arrondissement de rattachement et leur composition en communes pour la période allant de 1806 (Premier Empire) à 1973 (Cinquième République).

## Histoire
Depuis la création du département, le découpage cantonal du Loiret a subi plusieurs changements notables. Le nombre de cantons est passé successivement de 59 en 1790 à 31 en 1801, 31 en 1806, 37 en 1973, 41 en 1982 et 21 en 2015.
Selon le décret impérial du 21 août 1806 intitulé « décret contenant rectification de plusieurs Cantons dont sont composés les Justices de paix du département du Loiret », plusieurs cantons du Loiret subissent des modifications de leur périmètre, un canton est créé (Artenay), trois cantons sont supprimés (Olivet, Ingré et Chécy) et la ville d'Orléans est redécoupée (deux cantons supplémentaires).
Jusqu'en 1926, les cantons du Loiret sont répartis dans quatre arrondissements : Pithiviers, Montargis, Gien et Orléans.
Le décret-loi du 10 septembre 1926 supprime plusieurs arrondissements français dont ceux de Gien et de Pithiviers dans le Loiret. Les cantons sont alors distribués dans deux arrondissements.
Au cours de la Seconde Guerre mondiale, la loi du 1er juin 1942 rétablit l'arrondissement de Pithiviers dans ses anciennes limites ; la suppression de l'arrondissement de Gien est en revanche maintenue. Les cantons sont redistribués dans quatre arrondissements.

## Liste des cantons et arrondissements du Loiret

### 1806-1926
| Arrondissement   | Nb cantons | Nom canton                       | Communes |
| ---------------- | ---------- | -------------------------------- | --- |
| 1er - Pithiviers | 5          | Outarville                       | Aschères, Allainville, Andonville, Attray, Autruy, Bazoches-les-Gallerandes, Boisseaux, Charmont, Châtillon, Chaussy, Crottes, Erceville, Faronville, Gironville, Grigneville, Gignonville, Izy, Jouy, Léonville, Montigny, Oison, Outarville, Saint-Péravy-Épreux, Teillay-Saint-Benoît, Teillay-le-Gaudin, Tivernon              |
| 1er - Pithiviers | 5          | Beaune                           | Auxy, Barville, Batilly, Beaune, Boiscommun, Bordeaux, Chambon, Chemault, Courcelles, Égry, Gaubertin, Juranville, Lorcy, Saint-Loup-des-Vignes, Saint-Michel, Montbarrois, Montliard, Nancray, Nibelle, Saint-Sauveur |
| 1er - Pithiviers | 5          | Malesherbes                      | Audeville, La Brosse, Césarville, Coudray, Dossainville, Engenville, Gollainville, Intville-la-Guétard, Mainvilliers, Malesherbes, Manchecoures, Montville, Morville, Nangeville, Orveau, Pannecières, Ramoulu, Rouville, Rouvres, Sermaises, Thignonville, Trézan                                                                 |
| 1er - Pithiviers | 5          | Pithiviers                       | Ascoux, Bondaroy, Bouilly, Le Bourg-l'Abbaye, Bouzonville-aux-Bois, Bouzonville-en-Beauce, Boynes, Chilleurs-aux-Bois, Courcy, Escrennes, Estouy, Givraines, Guigneville, Laas, Limiers, Mareau-aux-Bois, Marsainvilliers, Pithiviers, Pithiviers-le-Vieil, Santeau, Sébouville, Souville, Vrigny, Yèvre-la-Ville, Yèvre-le-Châtel |
| 1er - Pithiviers | 5          | Puiseaux                         | Augerville-la-Rivière, Aulnay-la-Rivière, Boësse, Briarres-sur-Essonne, Bromeilles, Desmonts, Dimancheville, Échilleuses, Grangermont, La Neuville, Ondreville, Orville, Puiseaux, Villereau |
| 2e - Montargis   | 7          | Bellegarde                       | Auvillier, Beauchamps, Bellegarde, Chapelon, Fréville, Ladon, Méziere, Moulon, Nesploy, Ouzoner-sur-Bellegarde, Quiers, Villemoutiers |
| 2e - Montargis   | 7          | Château-Renard                   | Château-Renard, Chuelles, Douchy, Saint-Firmin-des-Bois, Saint-Germain, Gy-les-Nonains, Melleroy, Moncorbon, La Selle-en-Hermoye, Triguerres |
| 2e - Montargis   | 7          | Châtillon-sur-Loing              | Aillant-sur-Milleron, La Chapelle-sur-Aveyron, Le Charme, Châtillon-sur-Loing, Corterat, Dammarie-sur-Loing, Sainte-Geneviève-des-Bois, Saint-Maurice-sur-Aveyron, Montbouï, Montcresson, Nogent-sur-Vernisson, Précigny, Sottère                                                                                                  |
| 2e - Montargis   | 7          | Courtenay                        | Bazoches, Chantecoq, La Chapelle-Sépulcre, La Celle-sur-le-Bied, Courtemaux, Courtenay, Erreveauville, Foucherolles, Saint-Hilaire-les-Andresis, Saint-Loup-de-Gonnois, Louzouer, Mérinville, Pers, Rozoy-le-Vieil, Thorailles |
| 2e - Montargis   | 7          | Ferrières                        | Le Bignon, Chevannes, Chevry, Corbeilles, Courtempierres, Dordives, Ferrières, Fontenay, Girolles, Gondreville, Griselles-les-Ferrières, Mignère, Mignerette, Nargis, Préfontaine, Sceaux, Treilles |
| 2e - Montargis   | 7          | Lorris                           | Chailly, Changy, Coudroy, La Cour-Marigny, Saint-Hilaire-sur-Puiseaux, Lorris, Noyers, Oussoy, Ouzouer-des-Champs, Presnoy, Thimory, Varennes, Vieilles-Maisons |
| 2e - Montargis   | 7          | Montargis                        | Amilly-Saint-Firmin-des-Vignes, Cepay, Chalette, Chevillon, Conflans, Corquilleroi, Lombreuil, Maurice-sur-Fessard, Montargis, Mormant, Pannes, Paucourt, Villemandeur, Vimory, Villevoques |
| 3e - Gien        | 5          | Briarre                          | Adon, Batilly, Berteau, Bonny, Briarre, Champoulet, Dammemaire-en-Puisaye, Écrignelles, Faverolles, Feins, La Bussière, Ousson, Ouzouer-sur-Trazée, Thou |
| 3e - Gien        | 5          | Châtillon-sur-Loire              | Autry, Beaulieu, Cernoy, Châtillon-sur-Loire, Saint-Firmin, Pierrefite-ès-Bois |
| 3e - Gien        | 5          | Gien                             | Arablay, Boismorand, Saint-Brisson, Les Choux, Coulon, Gien, Saint-Goudon, Langesse, Le Moulinet, Saint-Martin-sur-Ocre, Nevoy, Poilly |
| 3e - Gien        | 5          | Ouzouer-sur-Loire                | Saint-Benoît-sur-Loire, Bonnie, Les Bordes, Bray, Dampierre, Montereau, Ouzouer-sur-Loire |
| 3e - Gien        | 5          | Sully                            | Saint-Aignan-le-Jaillard, Cerdon, Saint-Florent, Guilly, Ides, Lion, Saint-Père, Sully, Viglain, Villemurlin |
| 4e - Orléans     | 16         | Artenay                          | Artenay, Bucy-le-Roi, Cerrecotte, Chevilly, Creusy, Gidy, Huêtre, Lion, Ruan, Songy, Trinay |
| 4e - Orléans     | 16         | Beaugency                        | Bault et Villeneuve, Beaugency, Cravant, Lailly et Moncay, Messas, Tavers, Villorceau |
| 4e - Orléans     | 16         | Châteauneuf                      | Saint-Aignan-des-Guès, Bouzy, Châteauneuf, Chenoy, Combreux, Fay-aux-Loges, Germigny-des-Prés, Saint-Denis-de-l'Hôtel, Saint-Martin-d'Abat, Sechebrières, Sury-aux-Bois, Vitry-aux-Loges |
| 4e - Orléans     | 16         | Notre-Dame-de-Cléry              | Dry, Mareau, Mézières, Notre-Dame-de-Cléry-Saint-André |
| 4e - Orléans     | 16         | La Ferté-Saint-Aubin             | Ardon, La Ferté-Saint-Aubin, Jouy-le-Pothier, Ligny-le-Ribaud, Marcilly-en-Vilette, Menestreau, Sennely, Vannes |
| 4e - Orléans     | 16         | Jargeau                          | Darvoy, Férolles, Jargeau, La Queuvre, Neuvy-en-Sullias, Ouvrouer, Sandillon, Sigloy, Tigy, Vienne-en-Val |
| 4e - Orléans     | 16         | Méun                             | Saint-Ay, Bacon, Charsonville, Coulmiers, Épiez, Huisseau-sur-Mauve, Méun, Rosières |
| 4e - Orléans     | 16         | Neuville                         | Bougy, Bourgneuf-de-Loury, Saint-Germain, Saint-Lié, Ingranne, Loury, Neuville, Rebrechien, Sully-la-Chapelle, Traînou, Vennecy, Villerault |
| 4e - Orléans     | 16         | Orléans-1er ou Orléans-Est       | Est d'Orléans |
| 4e - Orléans     | 16         | Orléans-2e ou Orléans-Ouest      | Ouest d'Orléans, Boulay, Chaingy, La Chapelle-Saint-Mesmin, Fleury, Ingré, Saint-Jean-de-la-Ruelle, Saran |
| 4e - Orléans     | 16         | Orléans-3e ou Orléans-Sud        | Sud d'Orléans, Saint-Cyr-en-Val, Saint-Denis-en-Val, Saint-Hilaire Saint-Mesmin, Saint-Jean-le-Blanc, Saint-Nicolas-Saint-Mesmin, Olivet, Saint-Privé |
| 4e - Orléans     | 16         | Orléans-4e ou Orléans-Nord-Ouest | Nord ouest d'Orléans, Chanteau |
| 4e - Orléans     | 16         | Orléans-5e ou Orléans-Nord-Est   | Nord est d'Orléans, Baigny, Bou, Chécy, Combleux, Donnery, Saint-Jean-de-Braye, Mardié, Marigny, Semoy |
| 4e - Orléans     | 16         | Patay                            | Bricy, Bucy-Saint-Liphard, La Chapelle-Ozerain, Coinces, Gemigny, Nids, Ormes, Patay, Saint-Peravy-la-Colombe, Rouvray-Sainte-Croix, Saint-Sigismond, Tournoisy, Villambiain, Villeneuve-sur-Cosny |

### 1926-1942
| Arrondissement | Nb cantons | Nom canton                       |
| -------------- | ---------- | -------------------------------- |
| Montargis      | 12         | Beaune                           |
| Montargis      | 12         | Bellegarde                       |
| Montargis      | 12         | Briarre                          |
| Montargis      | 12         | Château-Renard                   |
| Montargis      | 12         | Châtillon-sur-Loing              |
| Montargis      | 12         | Châtillon-sur-Loire              |
| Montargis      | 12         | Courtenay                        |
| Montargis      | 12         | Ferrières                        |
| Montargis      | 12         | Gien                             |
| Montargis      | 12         | Lorris                           |
| Montargis      | 12         | Montargis                        |
| Montargis      | 12         | Puiseaux                         |
| Orléans        | 19         | Artenay                          |
| Orléans        | 19         | Beaugency                        |
| Orléans        | 19         | Châteauneuf                      |
| Orléans        | 19         | Notre-Dame-de-Cléry              |
| Orléans        | 19         | La Ferté-Saint-Aubin             |
| Orléans        | 19         | Jargeau                          |
| Orléans        | 19         | Malesherbes                      |
| Orléans        | 19         | Méun                             |
| Orléans        | 19         | Neuville                         |
| Orléans        | 19         | Outarville                       |
| Orléans        | 19         | Ouzouer-sur-Loire                |
| Orléans        | 19         | Orléans-1er ou Orléans-Est       |
| Orléans        | 19         | Orléans-2e ou Orléans-Ouest      |
| Orléans        | 19         | Orléans-3e ou Orléans-Sud        |
| Orléans        | 19         | Orléans-4e ou Orléans-Nord-Ouest |
| Orléans        | 19         | Orléans-5e ou Orléans-Nord-Est   |
| Orléans        | 19         | Patay                            |
| Orléans        | 19         | Pithiviers                       |
| Orléans        | 19         | Sully                            |

### 1942-1973
| Arrondissement | Nb cantons | Nom canton                       |
| -------------- | ---------- | -------------------------------- |
| Pithiviers     | 5          | Beaune                           |
| Pithiviers     | 5          | Malesherbes                      |
| Pithiviers     | 5          | Outarville                       |
| Pithiviers     | 5          | Pithiviers                       |
| Pithiviers     | 5          | Puiseaux                         |
| Montargis      | 10         | Bellegarde                       |
| Montargis      | 10         | Briarre                          |
| Montargis      | 10         | Château-Renard                   |
| Montargis      | 10         | Châtillon-sur-Loing              |
| Montargis      | 10         | Châtillon-sur-Loire              |
| Montargis      | 10         | Courtenay                        |
| Montargis      | 10         | Ferrières                        |
| Montargis      | 10         | Gien                             |
| Montargis      | 10         | Lorris                           |
| Montargis      | 10         | Montargis                        |
| Orléans        | 16         | Artenay                          |
| Orléans        | 16         | Beaugency                        |
| Orléans        | 16         | Châteauneuf                      |
| Orléans        | 16         | Notre-Dame-de-Cléry              |
| Orléans        | 16         | La Ferté-Saint-Aubin             |
| Orléans        | 16         | Jargeau                          |
| Orléans        | 16         | Méun                             |
| Orléans        | 16         | Neuville                         |
| Orléans        | 16         | Ouzouer-sur-Loire                |
| Orléans        | 16         | Orléans-1er ou Orléans-Est       |
| Orléans        | 16         | Orléans-2e ou Orléans-Ouest      |
| Orléans        | 16         | Orléans-3e ou Orléans-Sud        |
| Orléans        | 16         | Orléans-4e ou Orléans-Nord-Ouest |
| Orléans        | 16         | Orléans-5e ou Orléans-Nord-Est   |
| Orléans        | 16         | Patay                            |
| Orléans        | 16         | Sully                            |